# Francesco Mutti
Francesco Mutti (Parma, 30 ottobre 1968) è un imprenditore italiano.
Dal 1994 è amministratore delegato di Mutti SpA, azienda italiana fondata nel 1899, specializzata nelle conserve alimentari, in particolare nel settore del pomodoro.

## Biografia
Francesco Mutti si è laureato nel 1993 in Finanza & Management presso l'Università di Cardiff.
A partire dall'anno successivo è stato nominato amministratore delegato in Mutti SpA. Sotto la sua guida, dal 1995 al 2011, l'azienda è passata da 11 a 185 milioni di euro, diventando nel 2013 prima in Italia, e in seguito anche in Europa, nel mercato dei concentrati di pomodoro, della polpa in scatola e delle passate.
Nel 2000 Francesco Mutti ha ideato il premio "Pomodorino d'oro", dedicato ai fornitori di pomodoro (conferenti) che si distinguono per la qualità dei loro prodotti durante l'anno. Il premio valorizza economicamente l'impegno dei conferenti nel garantire la qualità del prodotto, il rispetto delle buone pratiche produttive e l'attenzione alle condizioni di lavoro. Nel tempo questa iniziativa ha elevato il livello qualitativo della filiera, attraverso iniziative come la "Rete del Lavoro Agricolo di Qualità", sostenuta dal Ministero delle politiche agricole e nata per tutelare le aziende agricole che promuovono il rispetto delle norme sul lavoro
Sempre sotto la guida di Francesco Mutti, nel 2001 il Gruppo ha ottenuto la certificazione per l'assenza di OGM all'interno dei propri prodotti.Inoltre, grazie alla collaborazione con la facoltà di Agraria dell'università di Piacenza e il laboratorio di spettrometria di massa isotopica di Verbania, ha scoperto un metodo scientifico per identificare con certezza la materia prima di origine italiana, allo scopo di garantire la sicurezza alimentare e difendere il made in Italy.

### Altri incarichi
- Dal novembre 2018 è presidente di Centromarca, associazione italiana dell'industria di marca.[1][4][12]
- Dal 2016 è ambasciatore del WWF.[14]

## Premi e riconoscimenti
Nel 2015 ha ricevuto il Premio EY Imprenditore dell’Anno per la sezione Food & Beverage.